# Credicard Citi Mastercard Tennis Cup 2002
Il Credicard Citi Mastercard Tennis Cup 2002 è stato un torneo di tennis facente parte della categoria ATP Challenger Series nell'ambito dell'ATP Challenger Series 2002. Il torneo si è giocato a Campos do Jordão in Brasile dal 22 al 28 luglio 2002 su campi in cemento.

## Vincitori

### Singolare
Ricardo Mello ha battuto in finale  Maximilian Abel con il punteggio di 7–6(2), 6–3

### Doppio
Alejandro Hernández /  Daniel Melo hanno battuto in finale  Lu Yen-hsun /  Danai Udomchoke per walkover